# Len Hargreaves
Leonard Hargreaves (7 tháng 3 năm 1906 – 1980) là một cầu thủ bóng đá người Anh từng thi đấu ở vị trí tiền vệ chạy cánh cho Sunderland.